# Моє чуже життя
Моє чуже життя (тур. O Hayat Benim) — турецький драматичний телевізійний серіал. 
Тривав чотири сезони, сто тридцять один епізод і завершений 2 травня 2017 року. 
В ролях: Езгі Асароглу, Керем Джем Дурук, Аху Сунгур, Джерен Морай, Сінан Албайрак.
В Україні серіал транслювався на каналах «1+1» та «Бігуді».

## Сюжет
Бахар — це молода дівчина, яка живе в Стамбулі з матір'ю Нуран, її батьком Ільясом і сестрою Ефсун. Внаслідок  поганого фінансового становища її сім'ї, Бахар повинна кинути школу і працювати в кондитерському магазині, щоб заробити гроші. Вона добра, оптимістична і корисна дівчинка на відміну від її сестри.
Бахар удочерили. Вона дочка Мехмета Еміра Атахана. Він — багатий і успішний бізнесмен. Це секрет для багатьох людей і для Бахар. 
Давним-давно, її справжній дідусь Юсуф не хотів, щоб його дочка, Хасрет, вийшла заміж за Мехмета Еміра. Він розділив їх і приховав її вагітність від Мехмета Еміра. Під час пологів, Хасрет, матері Бахар, сказали, що Бахар померла, коли вона була забрана у неї. Біологічний дід Бахар, Юсуф, збрехав Мехмету Еміру сказав йому, що Хасрет покінчила з собою, але вона була жива.
Юсуф віддав Бахар Ільясу. Поважний працівник, якого він попросив виростити Бахар, як ніби вона була його власною дочкою. Пізніше, коли Юсуф дізнався, що він помирає, його останнім бажанням було побачити його онуку. Після багатьох років, Юсуф відвідує Мехмета Еміра і каже йому, що у нього є дочка.

## Акторський склад та український дубляж
| Актори           | Український дубляж        | Ролі |
| ---------------- | ------------------------- | --- |
| Езгі Асароглу    | Юлія Перенчук             | Бахар Атахан Герман — 21-річна щира, з добрими намірами дівчина. Їй подобається робити людей щасливими. Бахар насправді дочка Мехмета Еміра Атахана. Але вона не знає, хто її рідні батьки, натомість дівчина вважає, що ними є Нуран та Ільяс, яким її дід Юсуф довірив, щойно вона народилися. Бахар не могла жити своїм справжнім життям через сестру Ефсун і мачуху Нуран, які "вкрали" її життя. |
| Керем Джем Дурук | Юрій Кудрявець            | Атеш Герман - успішний юрист. Він є правою рукою Мехмета Еміра Атахана. Атеш насправді не такий, яким здається. У нього є таємниця, яку він зберігає глибоко в серці. До того ж він закоханий у Бахар. |
| Джерен Морай     | Наталя Романько-Кисельова | Ефсун Демерджі Атахан — 21-річна амбітна і досить егоїстична дівчина. Вона любить багатство. |
| Озан Гюлер       | Андрій Федінчик           | Арда Атахан є сином Гюлі. |
| Айшеназ Атакол   | Олена Узлюк               | Нуран - дружина Ільяса. Справжня мати Ефсун і мачуха Бахар. Контролююча, одержима жінка. Її єдине бажання – вирватися з бідності. |
| Сінан Албайрак   | Олег Лепенець             | Мехмет Емір Атахан Мехмет — справжній батько Бахар. Він успішно керує сімейним бізнесом. |
| Аху Сунгур       | Лідія Муращенко           | Гюлья Атахан є сестрою Мехмета Еміра Атахана. Мати Мюге та Арди. Вона психологічно хвора жінка. |
| Джем Озер        | Михайло Жонін             | Кенан Ерксан має ворожнечу з Мехметом Еміром і Атешем. Він і Гюлья закохані одне в одного, хоча Мехмет Емір хотів перешкодити їм одружитися. |
| Ойя Башар        | Наталя Ярошенко           | Султан Ердемлі - тітка Ефсун, сувора на вигляд жінка віком близько 50 років. |
| Несіме Алиш      | Лариса Руснак             | Аділє |
| Бахар Шахін      | Єлизавета Зіновенко       | Мюге Шахан |
| Несліхан Аджар   | Аліса Гур'єва             | Сюррейя |

Українською мовою серіал дубльовано студією «1+1» у 2018—2019 роках.

## Сезони
| Сезон | Дата та час трансляції | Початок сезону  | Кінець сезону  | Кількість серій | Епізоди | Рік       | Канал ТВ |
| ----- | ---------------------- | --------------- | -------------- | --------------- | ------- | --------- | -------- |
| 1     | Неділя, 20:15          | 16 лютого 2014  | 29 червня 2014 | 18              | 1-18    | 2014      | FOX      |
| 2     | Неділя, 20:15          | 7 вересня 2014  | 28 червня 2015 | 42              | 19-60   | 2014-2015 | FOX      |
| 3     | Неділя, 20:15          | 20 вересня 2015 | 26 червня 2016 | 40              | 61-100  | 2015-2016 | FOX      |
| 4     | Неділя Вівторок 20.00  | 18 вересня 2016 | 2 травня 2017  | 31              | 101-131 | 2016-2017 | FOX      |

## Трансляція в Україні
- 1-143 серії транслювалися з 23 квітня по 21 вересня 2018 року. З 23 квітня, у будні о 17:10 по дві серії. З 10 вересня, у будні о 15:45 по три серії на телеканалі 1+1.
- 144-408 серії транслювалися з 26 листопада 2018 по 21 червня 2019 року. З 26 листопада, у будні о 15:45 по одній серії. З 4 лютого, у будні о 15:45 по три серії. 3 18 лютого, у будні о 17:10 по дві серії на телеканалі 1+1.